# Джилан
Джилан (азерб. Cilən) — село в административно-территориальном округе села Аракюль Ходжавендского района Азербайджана.

## Этимология
«Джилан» на азербайджанском языке означает «болото, мокрое место». Село получило своё название от места, где оно была построено.
Сёла с названием Джилан также есть в остане Семнан в Иране и Джилан в Актанышском районе Республики Татарстан.

## География
Сёла Аракюль, Буньядлы, Джилан, Дашбашы, Мюлкюдере входят в состав Аракюльского сельского административно-территориального округа Ходжавендского района, при этом село Аракюль является центром этого сельского административно-территориального округа. Село расположено у подножия Карабахского хребта, стоит на склоне горы к юго-западу от села Аракюль.

## История
Село была построено в 1840 году армянскими семьями, переселившимися из села Балх (Бахк) Капанского района Армении и Карадагского района Южного Азербайджана в местности под названием Джилан.
До вхождения в составе Российской империи, село Джилан было в составе меликства Варанда и Кочиз Карабахского ханства.
Епископ Армянской Апостольской церкви Макар Бархударянц так описывает село Джилан:
«Это село стоит на склоне горы к юго-западу от села Аракел. Жители его также переселились из Карадага и Кафана (Бахка, Бахкских сёл) в 1840 году. Земля наполовину казенная, наполовину бекская, всё как и у соседей, но разводят и овец. Церковь Сурб Аствацацин, священник приходит из Нор Аракела. Домов 28, жителей мужского пола 105, женского 95».
В книге II Hator написано про «прозвища» приписываемые жителям:
«Характерны также прозвища, приписываемые жителями сёл Джилан и Гущилар. Первых называли «прислонённые к склону» (арм. քերծա կացած), вторых — «расположенные на вершине скалы» (арм. քերծու պըտկե)».
В Советское время село входило в состав Араклюльского сельсовета Гадрутского района Нагорно-Карабахской автономной области (НКАО) Азербайджанской ССР.
2 сентября 1991 года на совместной сессии Нагорно-Карабахского областного и Шаумяновского районного Советов народных депутатов была принята Декларация о провозглашении Нагорно-Карабахской Республики в границах Нагорно-Карабахской автономной области (НКАО) и сопредельного Шаумяновского района Азербайджанской ССР.
26 ноября 1991 года Верховный Совет Азербайджанский Республики принял Закон "Об упразднении Нагорно-Карабахской автономной области Азербайджанской Республики". В этом Законе было постановлено помимо упразднения Нагорно-Карабахской Автономной Области (НКАО), в том числе также и переименование Мартунинского района в Ходжаведский, упразднение Гадрутского района и присоединение территории Гадрутского района в состав Ходжавендского района. В настоящее время село Джилан входит в состав Араклюльского сельского административно-территориального округа Ходжавендского района Азербайджана.
В начале 1990-х годов после Первой Карабахской войны, во время которой было уничтожено 25 домов, попало под контроль непризнанной Нагорно-Карабахской Республики (НКР). Согласно административно-территориальному делению непризнанной республики село входило в состав Гадрутского района непризнанной НКР и называлось Сараландж (арм. Սարալանջ), что переводится с армянского как «косогор». С 13 мая по конец июля 1991 года во время Операции «Кольцо» из села Джилан было депортировано 23 человека.
В результате Второй Карабахской войны Азербайджан 9 ноября 2020 года восстановил контроль над селом.

## Памятники истории и культуры
В селе расположена церковь Св. Аствацацин (XIX в.) и кладбище (XVIII—XIX вв.).

## Население
По состоянию на 1 января 1933 года в селе проживало 289 человек (54 хозяйства), абсолютное большинство — армяне.
По состоянию на 1989 год в селе проживали большинство армян. В 2005 году в селе Джилан проживало 28 человек, в 2015 проживало 27 человек и 7 домохозяйств.
| Год       | 2005 | 2008 | 2009 | 2010 | 2015 |
| --------- | ---- | ---- | ---- | ---- | ---- |
| Население | 28   | 41   | 41   | 35   | 27   |